# Perilitus larvicida
Perilitus larvicida är en stekelart som beskrevs av Van Achterberg 2000. Perilitus larvicida ingår i släktet Perilitus och familjen bracksteklar. Inga underarter finns listade i Catalogue of Life.